# تویندورپ
تویندورپ (به هلندی: Tuindorp Oostzaan) یک منطقهٔ مسکونی در هلند است که در آمستردام واقع شده‌است. تویندورپ ±۱۰٫۰۰۰ نفر جمعیت دارد.